# Juan XV
Juan XV (en latín, Ioannes PP. XV) (Roma, ¿?-abril de 996) fue el papa 137.º de la Iglesia católica de 985 a 996.

## Biografía
Transcurridos quince días desde la muerte del antipapa Bonifacio VII y un año desde la del papa Juan XIV, por imposición de Crescencio II es elegido para el solio pontificio el cardenal Juan, hijo de un presbítero romano llamado León; tomará el nombre de Juan XV.
Durante su pontificado, de más de once años de duración, se produjo en Francia un hecho de trascendental importancia al sustituir la dinastía de los Capetos a la dinastía carolingia en el trono. La nueva dinastía permanecería en el trono francés durante los siguientes ocho siglos.
En efecto, en 987, el arzobispo de Reims, Adalbero, apoyó y coronó como rey de Francia a Hugo Capeto frente a Carlos de Lorena, el hermano del fallecido Lotario que junto a su hijo, el también fallecido Luis V fueron los últimos reyes de ascendencia carolingia.
El nuevo rey, en un intento aislar a Carlos y sus partidarios carolingios, hizo elegir, en 989, a un sobrino de este, Arnulfo, como nuevo arzobispo de Reims. Sin embargo, Arnulfo traicionó a Hugo y se pasó al bando de su tío Carlos con el apoyo del Papa, que se negó a deponerlo al considerar que  tanto la investidura como la deposición de los obispos era una prerrogativa que le incumbía únicamente a él.
Hugo reaccionó tomando prisioneros a Carlos y a Arnulfo y obligando a este a renunciar a su obispado en un concilio celebrado en Reims, en el año 991, donde fue elegido para sustituirle el abad Geberto, futuro papa Silvestre II.
Juan XV intentó entonces anular la destitución de Arnulfo convocando en 993 un concilio que celebrado en Chelles resultó contrario a las pretensiones papales y confirmó la derogación. Iguales resultados tuvieron un segundo y tercer concilio convocados en Aquisgrán y Roma, hasta que un nuevo concilio celebrado el 2 de junio de 995 declaró ilegal la destitución de Arnulfo que no obstante permaneció encarcelado hasta que tras la muerte de Hugo, el 23 de octubre de 996, fue liberado y restaurado en su dignidad arzobispal.
En un sínodo celebrado en la basílica romana de Letrán el 31 de enero de 993 se convirtió en el primer papa de la historia en emitir formalmente un decreto de canonización al elevar a los altares al obispo Ulrico de Augsburgo. Anteriormente, el culto a los santos había sido local y espontáneo.

### Fallecimiento
Juan XV no logró nunca ser apreciado por los romanos que lo acusaban de venal y de prácticas nepóticas, lo que le llevaron al final de su pontificado a huir a Toscana cuando Crescencio II aprovechó su impopularidad para expulsarlo.
Su exilio duró poco, ya que pidió apoyo al emperador Otón III a cambio de la coronación imperial. Crescencio II, que de ningún modo quería a Otón cerca de Roma, se reconcilió con el Papa, por lo que este pudo volver para fallecer a principios de abril de 996.

### Tradición
Existe una tradición que afirma que con anterioridad al pontificado de Juan XV fue elegido papa otro Juan que reinó durante cuatro meses. Esto provocó que en algunos catálogos papales se incluyera este personaje ficticio con el nombre de Juan XV y que el histórico Juan XV pasara a ser registrado como Juan XVI.
Se dice que era a pariente de Guido, duque de Ariccia uno de los hijos de Alberico III.